# ریچارد مولر نیلسن
ریچارد مولر نیلسن (دانمارکی: Richard Møller Nielsen، زاده ۱۹ اوت ۱۹۳۷ – درگذشته ۱۳ فوریه ۲۰۱۴) بازیکن و مربی فوتبال اهل دانمارک بود.
وی به عنوان سرمربی سابقه قهرمانی در جام ملت‌های اروپا ۱۹۹۲ به همراه تیم ملی فوتبال دانمارک را در کارنامه دارد.